# كيث ريمينغتون
كيث ريمينغتون (بالإنجليزية: Keith Remington)‏ هو سياسي أسترالي، ولد في 29 أبريل 1923 في أستراليا. حزبياً، نشط في حزب العمال الأسترالي. وقد انتخب عضو الجمعية التشريعية فيكتوريا.